# Mỹ Đức (phường)
Mỹ Đức là một phường thuộc thành phố Hà Tiên, tỉnh Kiên Giang, Việt Nam.

## Địa lý
Phường Mỹ Đức nằm ở phía bắc thành phố Hà Tiên, có vị trí địa lý:
- Phía đông giáp phường Đông Hồ và Campuchia
- Phía tây giáp vịnh Thái Lan
- Phía nam giáp các phường Bình San, Đông Hồ và Pháo Đài
- Phía bắc giáp Campuchia.

Phường Mỹ Đức có diện tích 16,96 km², dân số năm 2020 là 7.617 người, mật độ dân số đạt 449 người/km².
Quốc lộ 80 đi qua địa bàn phường và kết thúc tại cửa khẩu quốc tế Hà Tiên.

## Hành chính
Phường Mỹ Đức được chia thành 4 khu phố: Bà Lý, Mỹ Lộ, Thạch Động, Xà Xía.

## Lịch sử
Dưới thời nhà Nguyễn, Mỹ Đức là một xã thuộc tổng Hà Thanh, huyện Hà Châu, tỉnh Hà Tiên và là nơi đặt lỵ sở tỉnh Hà Tiên.
Đến thời Pháp thuộc, làng Mỹ Đức thuộc tổng Hà Thanh, quận Châu Thành và vẫn là nơi đặt tỉnh lỵ tỉnh Hà Tiên.
Năm 1956, chính quyền Việt Nam Cộng hòa giải thể tỉnh Hà Tiên và sáp nhập với tỉnh Rạch Giá thành tỉnh Kiên Giang. Lúc này, Hà Tiên chỉ còn là tên một quận thuộc tỉnh Kiên Giang; quận lỵ quận Hà Tiên đặt tại xã Mỹ Đức.
Sau năm 1975, Mỹ Đức là một xã thuộc huyện Hà Tiên, tỉnh Kiên Giang.
Ngày 8 tháng 7 năm 1998, Chính phủ ban hành Nghị định 47/1998/NĐ-CP. Theo đó, chuyển xã Mỹ Đức về thị xã Hà Tiên mới thành lập và điều chỉnh 618 ha diện tích tự nhiên, 1.116 người của xã Mỹ Đức về các phường Đông Hồ, Pháo Đài vừa thành lập.
Sau khi điều chỉnh địa giới hành chính, xã Mỹ Đức còn lại 1.632 ha diện tích tự nhiên và 3.302 người.
Ngày 11 tháng 9 năm 2018, Ủy ban Thường vụ Quốc hội ban hành Nghị quyết 573/NQ-UBTVQH14 (nghị quyết có hiệu lực từ ngày 1 tháng 11 năm 2018). Theo đó, thành lập phường Mỹ Đức trên cơ sở toàn bộ 16,96 km² diện tích tự nhiên và 9.108 người của xã Mỹ Đức, đồng thời chuyển thị xã Hà Tiên thành thành phố Hà Tiên thuộc tỉnh Kiên Giang.

## Du lịch
- Núi Thạch Động
- Núi Đá Dựng